# Biblioteka Laurenziana
Biblioteka Laurenziana (Biblioteca Medicea Laurenziana) we Florencji – zbiór ponad 11 tysięcy manuskryptów i 4,5 tysiąca książek, pochodzących z prywatnych zbiorów rodziny Medyceuszy. Biblioteka została zaprojektowana przez Michała Anioła.

## Historia powstania
Zlecenie zbudowania biblioteki otrzymał Michał Anioł od Klemensa VII. Miała ona służyć przechowaniu cennych rękopisów zgromadzonych przez Medyceuszy. Począwszy od 1524 roku, Michał Anioł poświęcił się jej budowie w budynkach bazyliki San Lorenzo, jednak kiedy we wrześniu 1534 roku opuścił Florencję, gotowe były jedynie ściany czytelni. Prace związane z budową kontynuowali na podstawie planów i instrukcji Michała Anioła inni budowniczowie (Tribolo, Vasari, Ammannati). Biblioteka została otwarta w 1571 roku.

## Architektura

### Westybul
Westybul biblioteki ma 19,5 m długości, 20,3 m szerokości i 14,6 m wysokości. Położony jest na niższym poziomie. Jego cechą charakterystyczną są parzyste półkolumny, osadzone na powierzchni muru. W westybulu znajdują się schody zaprojektowane przez Michała Anioła.

### Schody
Schody wyrównują różnicę poziomów pomiędzy westybulem i lektorium. Zaprojektowane zostały przez Michała Anioła, jednak wykonane zostały dopiero w 1559 roku przez Ammannatiego. Stopnie środkowego szeregu schodów są zaokrąglone i różnią się szerokością – trzy najniższe stopnie są znacznie szersze od pozostałych. Dwa boczne szeregi schodów mają proste stopnie tej samej szerokości.

### Lektorium
Lektorium ma 46,2 m długości, 10,5 m szerokości i 8,4 m wysokości. Dla wzmocnienia istniejących już murów Michał Anioł zaprojektował system przypór. Po bokach sali znajdują się dwa rzędy stołów do czytania. Również one zaprojektowane zostały przez Michała Anioła, podobnie jak zdobiona posadzka, składająca się z 15 czerwono-białych, prostokątnych paneli.

## Niektóre rękopisy
- Kodeks Amiatyński
- Papirus 13
- Papirus 35
- Papirus 36
- Papirus 89
- Kodeks 0171

## Galeria

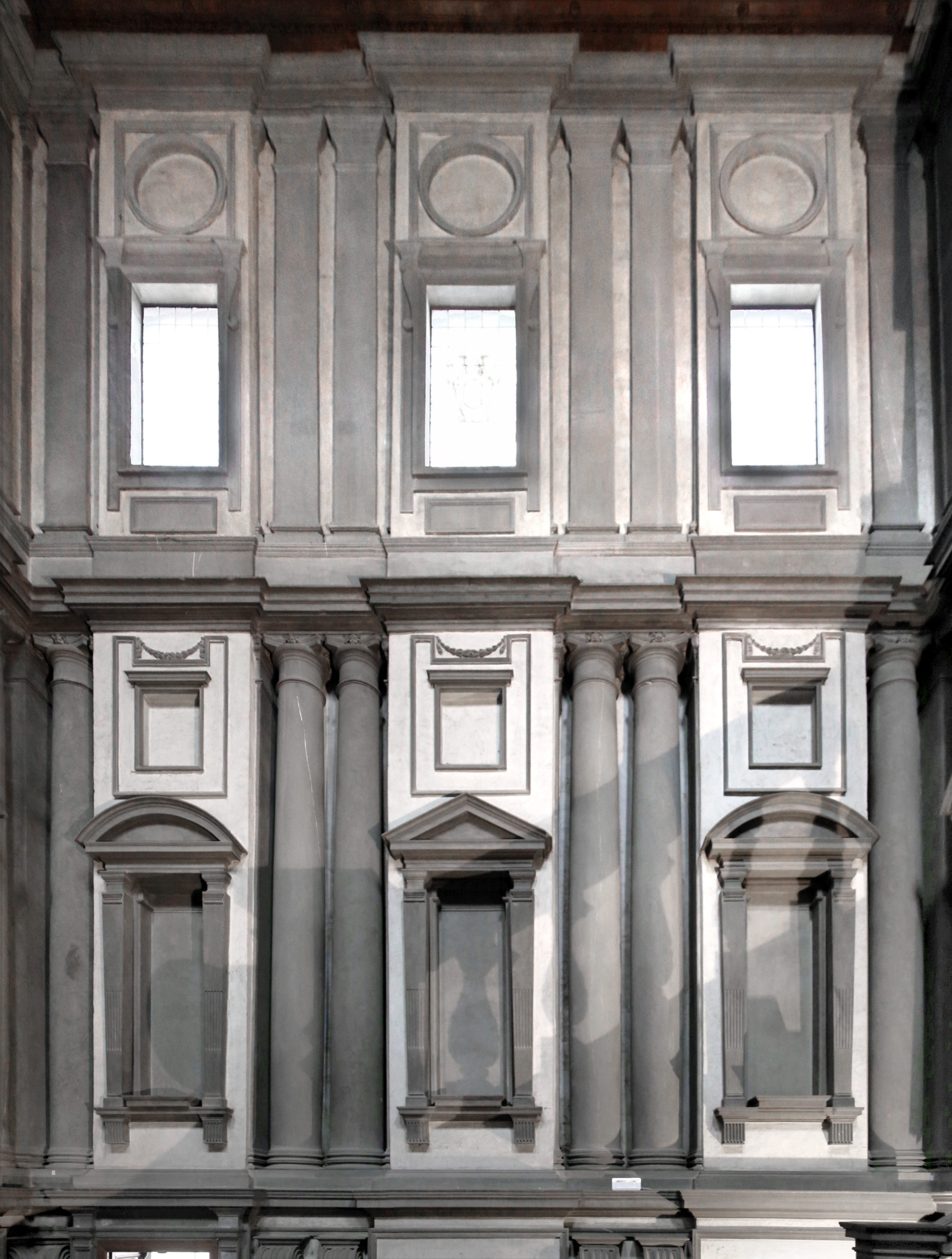
Fragment westybulu biblioteki
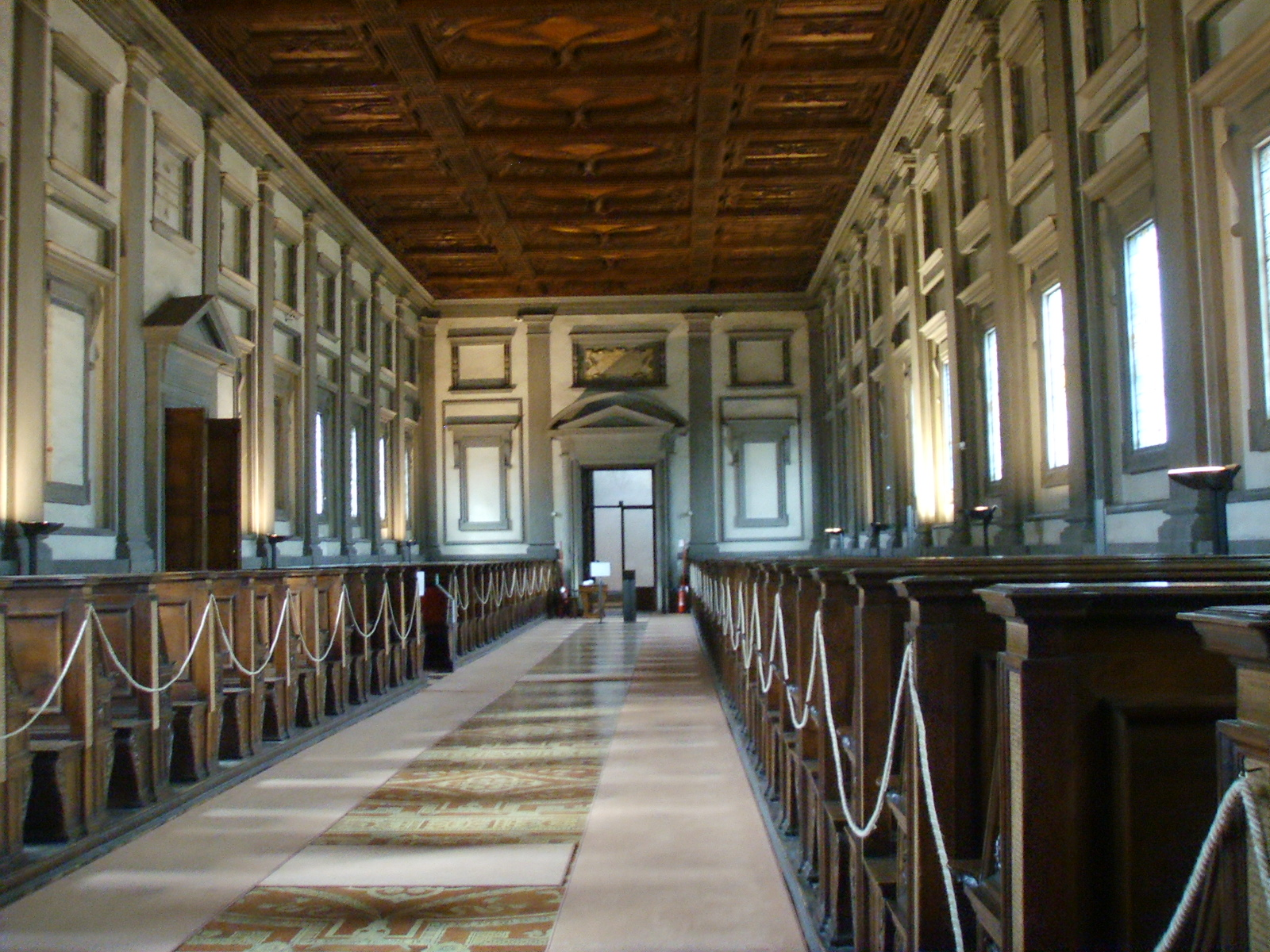
Lektorium
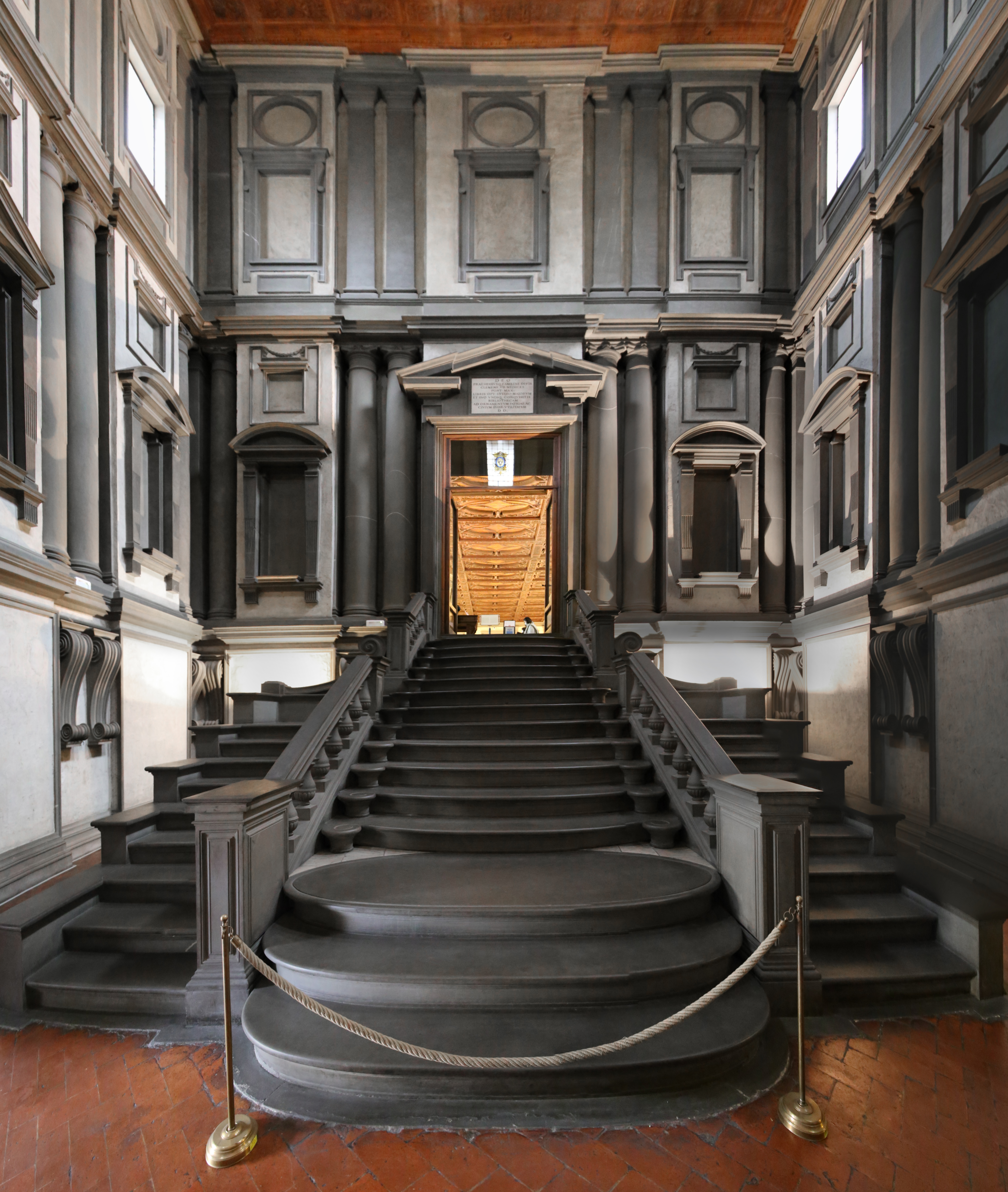
Schody biblioteki